# Sunża (rzeka)
Sunża (ros. Сунжа) – rzeka w południowo-zachodniej Rosji, na terenie Osetii Północnej, Inguszetii i Czeczenii, prawostronny dopływ rzeki Terek.
Rzeka ma swoje źródło na północnych zboczach Pasma Skalistego (część Wielkiego Kaukazu). Jej długość wynosi 278 km, a powierzchnia dorzecza – 12 200 km². Cechuje się dużą mętnością (3800 g osadu/m³). Rzeka wykorzystywana jest do irygacji pól.
Głównymi miastami położonymi nad rzeką są Grozny i Gudermes.